# Международная служба лазерной дальнометрии
Международная служба лазерной дальнометрии (англ. International Laser Ranging Service, ILRS) — это международная служба, которая собирает, объединяет, анализирует, архивирует и распространяет данные спутниковой и лунной лазерной дальнометрии для решения различных научных, инженерных и эксплуатационных задач.

## История создания
В середине 1960-х вместе с ранними разработками NASA наземных систем, SAO И CNES, была создана Спутниковая лазерная дальнометрия (SLR). Первые спутники США и Франции были представлены в качестве лазерных мишеней, которые использовались в основном для взаимного сравнения с другими системами слежения и для уточнения определения орбиты, а также они вносили вклад в разработку сетей реперных станций и в создание глобальной модели гравитационного поля Земли. Ранняя версия SLR давала результаты определения орбиты и координат станции до метрового уровня точности. С развитием и усовершенствованием технологий, а также с построением и развёртыванием других систем, SLR была расширена в 1970-х и 1980-х годах и начала эволюцию в сторону дециметровых и сантиметровых точностей. С 1976 основной геодезической мишенью стал спутник Lageos-1 (позже в 1992 к нему присоединился Lageos-2), этот спутник вносил основной вклад в реализацию Международной земной системы отсчета ITRF. Активное слежение за Луной началось в 1969 г. после развёртывания астронавтами Аполлона-11 на поверхности Луны первой световозвращающей матрицы.
Первую группу светоотражателей начал развёртывать комитет по космическим исследованиям COSPAR через подкомиссию по международной координации космической техники в области геодезии и геодинамики (CSTG) по спутниковой и лунной лазерной дальнометрии (SLR/LLR). При решительной поддержке председателя CSTG, руководящий комитет подкомиссии предпринял создание в апреле 1998 года Международной службы лазерной дальнометрии ILRS, следуя аналогичной инициативе, которая объединила сообщество GPS в рамках Международной службы GPS (ныне GNSS) IGS в 1993 году.

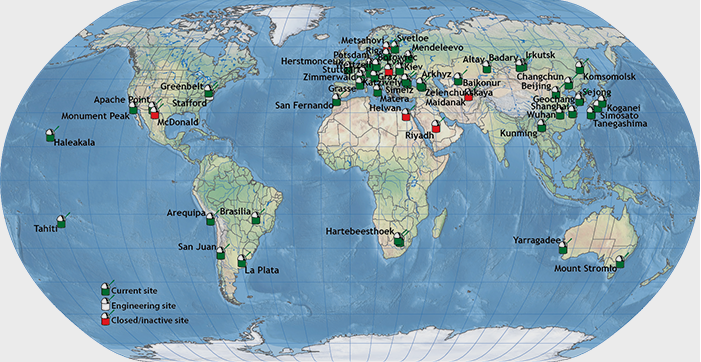
Карта станций

ILRS является одной из космических геодезических служб Международной ассоциации геодезии (IAG) и членом Глобальной геодезической системы наблюдений IAG (CGOS).

## Задачи службы
ILRS выполняет наблюдения, которые способствуют определению трёх фундаментальных геодезических параметров и их вариаций, то есть формы Земли, гравитационного поля Земли и вращательного движения Земли. В настоящее время 40 станций в сети ILRS отслеживают более 100 спутников на LEO, MEO, GNSS и синхронных орбитах. Некоторые станции в сети ILRS поддерживают лунную дальнометрию в плане расширить дальность до межпланетных миссий с оптическими транспондерами. В настоящее время специалисты SLR и LLR стремятся достичь точности в несколько миллиметров. Они создают новые системы и модернизируют старые, чтобы улучшить характеристики наземных систем. Для быстрого сбора данных используют более высокие частоты повторения импульсов (0.1 — 100 кГц), для быстрого обнаружения цели чередования проходов развёртывают меньшие по размеру и более быстрые поворотные телескопы; также используют улучшенную временную, пространственную и спектральную фильтрацию для улучшения отношения сигнал/шум и меньшую ширину импульса для большей точности определения дальности. Телескопы изготавливают из модульных конструкций и преимущественно используют готовые компоненты для снижения затрат на их изготовление, эксплуатацию и обслуживание.
Последующие 5 лет ожидается значительное расширение сети ILRS (см. Таблицу 1). Однако значительные географические разрывы будут существовать в таких областях как Африка, Латинская Америка, Океания и Антарктида.
Таблица№ 1. Будущее развитие сети ILRS
| Site Name                | Type                  | Agency                   | Timeframe   |
| La Plata, Argentina      | Upgraded core site    | BKG, Germany             | 2020 — 2021 |
| San Juan, Argentina      | Upgraded SLR system   | NAOC, China              | 2020 — 2021 |
| Metsähovi, Finland       | New SLR system        | FGI, Finland             | 2020 — 2021 |
| Greenbelt, MD, USA       | Replacement core site | NASA, USA                | 2022 — 2024 |
| Haleakala, HI, USA       | Replacement core site | NASA, USA                | 2024 — 2026 |
| McDonald, TX, USA        | Replacement core site | NASA, USA                | 2022 — 2025 |
| Ny Ålesund, Norway       | New core site         | NMA, Norway/NASA, USA    | 2022 — 2025 |
| Ensenada, Mexico         | New SLR site          | IPIE, Russian Federation | 2022 — 2026 |
| Java, Indonesia          | New SLR site          | IPIE, Russian Federation | 2022 — 2026 |
| Gran Canaria, Spain      | New SLR in core site  | IPIE, Russian Federation | 2022 — 2026 |
| Tahiti, French Polynesia | New SLR system        | IPIE, Russian Federation | 2022 — 2026 |
| Mt Abu, India            | New SLR site          | ISRO, India              | 2020 — 2022 |
| Ponmundi, India          | New SLR site          | ISRO, India              | 2020 — 2022 |
| Tsukuba, Japan           | New SLR site          | JAXA, Japan              | 2022 — 2024 |
| Yebes, Spain             | New SLR site          | IGS, Spain               | 2022 — 2024 |

## Миссия
Служба собирает, объединяет, анализирует, архивирует и распространяет данные спутниковой и лунной лазерной дальнометрии для удовлетворения различных научных, инженерных и эксплуатационных потребностей, а также способствует внедрению новых технологий для повышения качества, количества и экономической эффективности своих информационных продуктов. ILRS работает с новыми спутниковыми миссиями при проектировании и создании световозвращающих мишеней для максимизации качества и количества данных и научными программами для оптимизации получения научных данных. Основным наблюдаемым параметром является точное время пролёта сверхкороткого лазерного импульса к спутнику, оснащённому световозвращателем, и обратно. Эти наборы данных используются ILRS для определения следующих фундаментальных параметров:
- Спутниковые эфемериды с сантиметровой точностью;
- Параметры ориентации Земли (движение полюсов и продолжительность дня);
- трёхмерные координаты и скорости движения спутников ILRS;
- Изменяющиеся во времени координаты геоцентра;
- Статические и изменяющиеся во времени коэффициенты гравитационного поля Земли;
- Фундаментальные физические постоянные;
- Лунные эфемериды и либрации;
- Параметры ориентации Луны и т. д.

## Структура
Служба ILRS состоит из:
- руководящего совета;
- центрального бюро;
- станций слежения и подсетей;
- операционных центров;
- глобальных и региональных центров обработки данных;
- аналитических, лунных и ассоциированных аналитических центров.

Руководящий совет, в котором широко представлены представители международного сообщества спутниковой лазерной дальнометрии (SLR) и лунной лазерной дальнометрии (LLR), обеспечивает общее руководство и определяет политику обслуживания. Центральное бюро контролирует и координирует повседневную деятельность службы, ведёт базы научных и технологических данных и облегчает коммуникацию между органами. Более актуальную информацию можно посмотреть на сайте (http://ilrs.gsfc.nasa.gov/). Также время от времени ILRS создает исследовательские комиссии для решения специальных задач.